# Fragmentação (armamento)

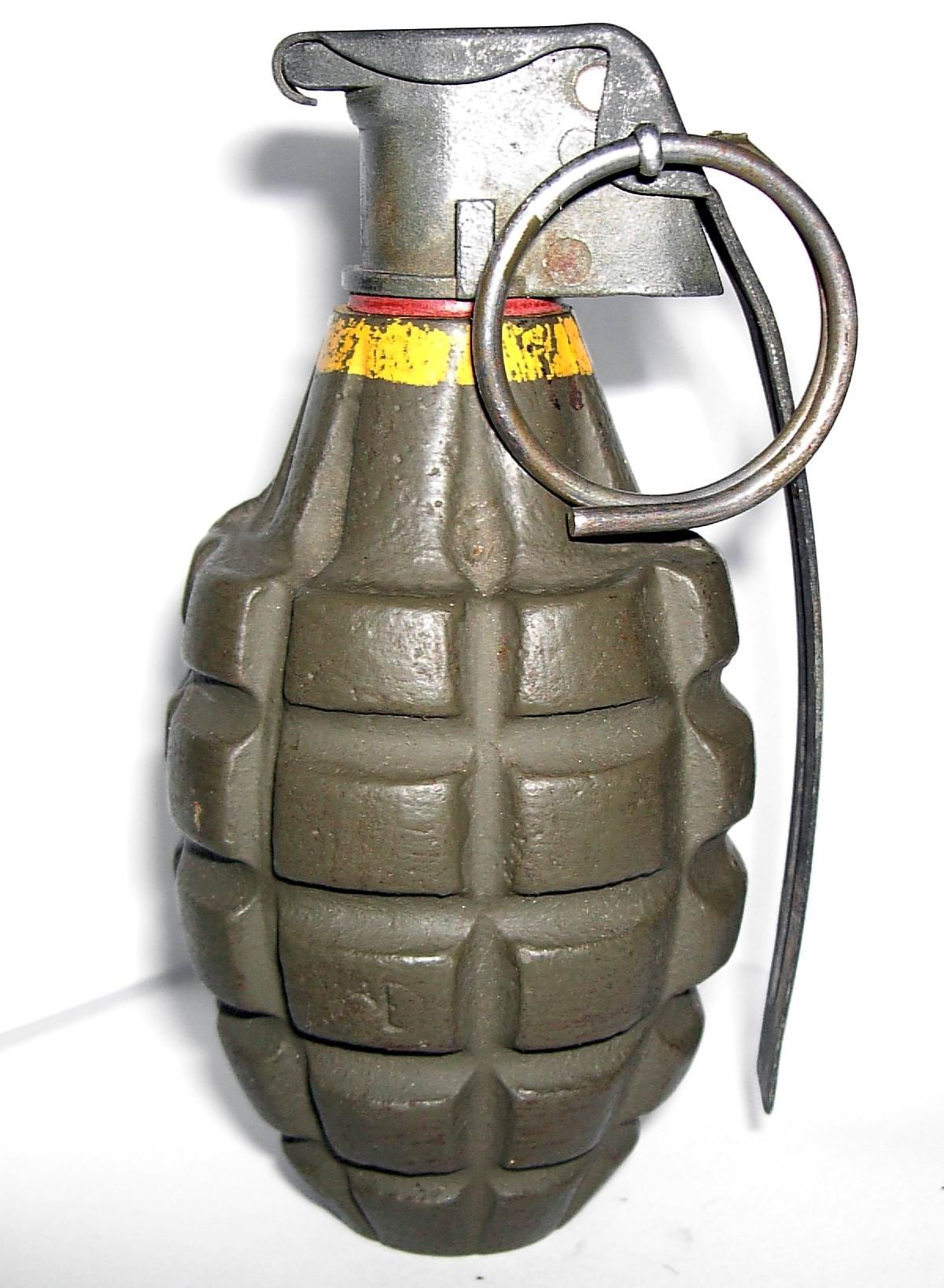
Granada Mk 2, exemplo de uso de fragmentação.

Fragmentação é o processo pelo qual o invólucro, os bagos ou outros componentes de uma arma antipessoal, bomba, bomba de barril, mina terrestre, bomba caseira, artilharia, morteiro, projétil de tanque ou projétil de canhão automático, foguete, míssil, granada, etc. são dispersos e/ou quebrados pela detonação da carga explosiva.
O termo correto para essas peças é "fragmentação"; "shards" ou "splinters" podem ser usados para fragmentos não pré-formados. Os fragmentos pré-formados podem ser de várias formas (esferas, cubos, varetas, etc.) e tamanhos, e normalmente são mantidos rigidamente dentro de alguma forma de matriz ou corpo até que o enchimento de alto explosivo (HE) seja detonado. Os fragmentos de alta velocidade resultantes produzidos por qualquer método são os principais mecanismos letais dessas armas, em vez do calor ou da sobrepressão causados pela detonação, embora as granadas ofensivas sejam frequentemente construídas sem uma matriz de fragmentação.
Essas peças de revestimento são frequentemente chamadas de "estilhaços" por fontes de mídia não militares.